# Regimiento de Infantería de Montaña 16

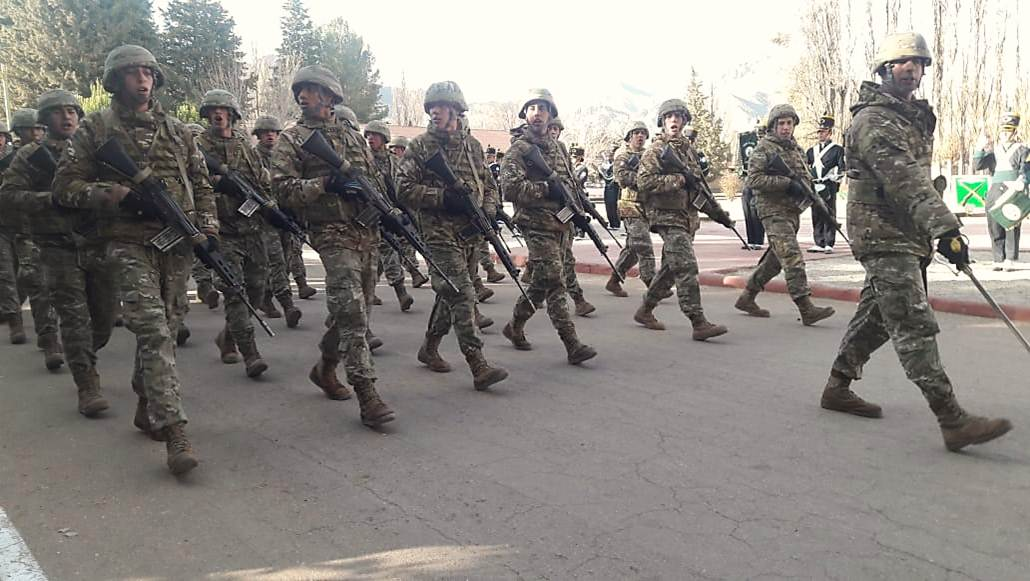
RIM 16 en el Día de la Bandera

El Regimiento de Infantería de Montaña 16 «Cazadores de los Andes» (RIM 16) es una unidad del Ejército Argentino dependiente de la VIII Brigada de Montaña «Brigadier General Toribio de Luzuriaga», 2.ª División de Ejército «Ejército del Norte» y con asiento en la Guarnición de Ejército «Uspallata».

## Historia
Fue creado el 31 de enero de 1907 sobre las bases de otras unidades de infantería. Desde entonces cambió de nombre varias veces hasta adoptar el nombre actual en 1966.
El 8 de marzo de 1934 el teniente Nicolás Plantamura alcanzó la cima del Aconcagua, convirtiéndose en el primer argentino en lograrlo.
Protagonizó acciones humanitarias en el terremoto de San Juan de 1944 ayudando damnificados.

### Guerra contra la guerrilla marxista
Personal del RIM 16 realizó numerosas comisiones al Operativo Independencia en la provincia de Tucumán integrando las fuerzas de tareas Cóndor, Águila, Subteniente Barceló, Cabo 1.º Méndez y Soldado Pérez. También, aportó efectivos para la Fuerza de Tareas «Victoria» que operó en la Subárea 3312, con jurisdicción en Mendoza y el departamento Maipú.
La fuerza de tares adquirió el nombre Victoria tras la muerte de tres «delincuentes subversivos» en Maipú en 1977 por parte del segundo jefe del Regimiento.